# K League 2007
La K League 2007 fue la 25.ª temporada de la K League. Contó con la participación de catorce equipos. El torneo comenzó el 3 de marzo y terminó el 11 de noviembre de 2007.
El campeón fue Pohang Steelers, por lo que clasificó a la Liga de Campeones de la AFC 2008. Por otra parte, salió subcampeón Seongnam Ilhwa Chunma. El segundo cupo para el máximo torneo continental fue para Chunnam Dragons.

## Reglamento de juego
El torneo se disputó en un formato de todos contra todos a ida y vuelta, de manera tal que cada equipo debió jugar un partido de local y uno de visitante contra sus otros trece contrincantes. Una victoria se puntuaba con tres unidades, mientras que el empate valía un punto y la derrota, ninguno.
Para desempatar se utilizaron los siguientes criterios:
1. Puntos
2. Diferencia de goles
3. Goles anotados
4. Resultados entre los equipos en cuestión

Los seis mejores equipos de la tabla de posiciones clasificaron a los play-off por el campeonato, que se decidieron de esta manera:
1. En la primera ronda jugaron el tercero contra el sexto por un lado y el cuarto contra el quinto por el otro; el mejor clasificado en la temporada fue local. En caso de que el marcador siguiera igualado al término del tiempo reglamentario, se jugaría una prórroga. En caso de que prosiguiera la paridad en el resultado, se ejecutaría una tanda de penales.
2. En la segunda ronda, se cruzaron los ganadores de los encuentros de la fase anterior. Se aplicaron las mismas reglas que en la primera ronda.
3. En las semifinales se enfrentaron el vencedor de la ronda anterior ante el segundo de la tabla general, en donde este último fue local. Se aplicaron las mismas reglas que en las dos fases anteriores.
4. En la final se cruzaron el ganador de las semifinales frente al mejor de la tabla de posiciones, pero aquí se definiría en dos partidos. Si el marcador global siguiera igualado al término del tiempo reglamentario de la vuelta, se disputaría una prórroga. Finalmente, en caso de que prosiguiera la paridad en el resultado, se ejecutaría una tanda de penales.

## Tabla de posiciones
| Pos. | Equipo                  | Pts. | PJ | G  | E  | P  | GF | GC | Dif. | Clasificación                                                                   |
| ---- | ----------------------- | ---- | -- | -- | -- | -- | -- | -- | ---- | ------------------------------------------------------------------------------- |
| 1    | Seongnam Ilhwa Chunma   | 55   | 26 | 16 | 7  | 3  | 43 | 18 | +25  | Final del play-off por el campeonato                                            |
| 2    | Suwon Samsung Bluewings | 51   | 26 | 15 | 6  | 5  | 36 | 24 | +12  | Semifinales del play-off por el campeonato                                      |
| 3    | Ulsan Hyundai Horang-i  | 45   | 26 | 12 | 9  | 5  | 34 | 22 | +12  | Primera ronda del play-off por el campeonato                                    |
| 4    | Gyeongnam FC            | 43   | 26 | 13 | 4  | 9  | 41 | 31 | +10  | Primera ronda del play-off por el campeonato                                    |
| 5    | Pohang Steelers (C)     | 38   | 26 | 12 | 5  | 9  | 27 | 31 | −4   | Primera ronda del play-off por el campeonato y Liga de Campeones de la AFC 2008 |
| 6    | Daejeon Citizen         | 37   | 26 | 10 | 7  | 9  | 34 | 27 | +7   | Primera ronda del play-off por el campeonato                                    |
| 7    | FC Seoul                | 37   | 26 | 8  | 13 | 5  | 23 | 16 | +7   |                                                                                 |
| 8    | Jeonbuk Hyundai Motors  | 36   | 26 | 9  | 9  | 8  | 36 | 32 | +4   |                                                                                 |
| 9    | Incheon United          | 33   | 26 | 8  | 9  | 9  | 30 | 32 | −2   |                                                                                 |
| 10   | Chunnam Dragons         | 30   | 26 | 7  | 9  | 10 | 24 | 27 | −3   | Clasificado a la Liga de Campeones de la AFC 2008                               |
| 11   | Jeju United             | 30   | 26 | 8  | 6  | 12 | 27 | 35 | −8   |                                                                                 |
| 12   | Daegu FC                | 24   | 26 | 6  | 6  | 14 | 35 | 46 | −11  |                                                                                 |
| 13   | Busan I'Park            | 20   | 26 | 4  | 8  | 14 | 20 | 39 | −19  |                                                                                 |
| 14   | Gwangju Sangmu Phoenix  | 12   | 26 | 2  | 6  | 18 | 14 | 44 | −30  |                                                                                 |

 Fuente: South Korea 2007
Notas:
1. ↑  Chunnam Dragons se clasificó para la Liga de Campeones de la AFC 2008 al ganar la Copa FA de Corea 2007.

## Play-off por el campeonato

### Cuadro de desarrollo
|  | Primera ronda      | Primera ronda          | Primera ronda      |                        |   | Segunda ronda   | Segunda ronda | Segunda ronda           |   |  | Semifinales   | Semifinales   | Semifinales           |   |   | Final               | Final               | Final               | Final               |  |
|  | 20 y 21 de octubre | 20 y 21 de octubre     | 20 y 21 de octubre |                        |   | 28 de octubre   | 28 de octubre | 28 de octubre           |   |  | 31 de octubre | 31 de octubre | 31 de octubre         |   |   | 4 y 11 de noviembre | 4 y 11 de noviembre | 4 y 11 de noviembre | 4 y 11 de noviembre |  |
|  |                    |                        |                    |                        |   |                 |               |                         |   |  |               |               |                       |   |   |                     |                     |                     |                     |  |
|  |                    |                        |                    |                        |   |                 |               |                         |   |  |               |               |                       |   |   |                     |                     |                     |                     |  |
|  |                    |                        |                    |                        |   |                 |               |                         |   |  |               |               |                       |   |   |                     |                     |                     |                     |  |
|  |                    |                        |                    |                        |   |                 |               |                         |   |  |               |               |                       |   |   |                     |                     |                     |                     |  |
|  |                    |                        |                    |                        |   |                 |               |                         |   |  |               |               |                       |   |   |                     |                     |                     |                     |  |
|  |                    |                        |                    |                        |   |                 |               |                         |   |  |               |               |                       |   |   |                     |                     |                     |                     |  |
|  |                    |                        |                    |                        |   |                 |               |                         |   |  |               |               |                       |   |   |                     |                     |                     |                     |  |
|  |                    |                        |                    |                        |   |                 |               |                         |   |  |               |               |                       |   |   |                     |                     |                     |                     |  |
|  |                    |                        |                    |                        |   |                 |               |                         |   |  |               |               |                       |   |   |                     |                     |                     |                     |  |
|  |                    |                        |                    |                        |   |                 |               |                         |   |  |               |               |                       |   |   |                     |                     |                     |                     |  |
|  |                    |                        |                    |                        |   |                 |               |                         |   |  |               |               |                       |   |   |                     |                     |                     |                     |  |
|  |                    |                        |                    |                        |   |                 |               |                         |   |  |               |               |                       |   |   |                     |                     |                     |                     |  |
|  |                    |                        |                    |                        |   |                 |               |                         |   |  |               |               |                       |   |   |                     |                     |                     |                     |  |
|  |                    |                        |                    |                        |   |                 |               |                         |   |  |               |               |                       |   |   |                     |                     |                     |                     |  |
|  |                    |                        |                    |                        |   |                 |               |                         |   |  |               |               |                       |   |   |                     |                     |                     |                     |  |
|  |                    |                        |                    |                        |   |                 |               |                         |   |  |               |               |                       |   |   |                     |                     |                     |                     |  |
|  |                    |                        |                    |                        |   |                 |               |                         |   |  |               |               |                       |   |   |                     |                     |                     |                     |  |
|  |                    |                        |                    |                        |   |                 |               |                         |   |  |               |               |                       |   |   |                     |                     |                     |                     |  |
|  |                    |                        |                    |                        |   |                 |               |                         |   |  |               |               |                       |   |   |                     |                     |                     |                     |  |
|  |                    |                        |                    |                        |   |                 |               |                         |   |  |               |               |                       |   |   |                     |                     |                     |                     |  |
|  |                    |                        |                    |                        |   |                 |               |                         |   |  |               |               |                       |   |   |                     |                     |                     |                     |  |
|  |                    |                        |                    |                        |   |                 |               |                         |   |  |               |               |                       |   |   |                     |                     |                     |                     |  |
|  |                    |                        |                    |                        |   |                 |               |                         |   |  |               |               |                       |   |   |                     |                     |                     |                     |  |
|  |                    |                        |                    |                        |   |                 |               |                         |   |  |               | 1             | Seongnam Ilhwa Chunma | 1 | 0 |                     |                     |                     |                     |  |
|  |                    |                        |                    |                        |   |                 |               |                         |   |  |               |               |                       | 1 | 0 |                     |                     |                     |                     |  |
|  |                    |                        | 5                  | Pohang Steelers        | 3 | 1               |               |                         |   |  |               |               |                       |   |   |                     |                     |                     |                     |  |
|  |                    |                        | 5                  | Pohang Steelers        | 3 | 1               |               |                         |   |  |               |               |                       |   |   |                     |                     |                     |                     |  |
|  |                    |                        |                    |                        |   |                 |               |                         |   |  |               |               |                       |   |   |                     |                     |                     |                     |  |
|  |                    |                        |                    |                        |   |                 |               |                         |   |  |               |               |                       |   |   |                     |                     |                     |                     |  |
|  |                    |                        |                    |                        |   |                 |               |                         |   |  |               |               |                       |   |   |                     |                     |                     |                     |  |
|  |                    |                        |                    |                        |   |                 |               |                         |   |  |               |               |                       |   |   |                     |                     |                     |                     |  |
|  |                    |                        |                    |                        |   |                 |               |                         |   |  |               |               |                       |   |   |                     |                     |                     |                     |  |
|  |                    |                        |                    |                        |   |                 |               |                         |   |  |               |               |                       |   |   |                     |                     |                     |                     |  |
|  |                    |                        |                    |                        |   |                 |               |                         |   |  |               |               |                       |   |   |                     |                     |                     |                     |  |
|  |                    |                        |                    |                        |   |                 |               |                         |   |  |               |               |                       |   |   |                     |                     |                     |                     |  |
|  |                    |                        |                    |                        |   |                 | 2             | Suwon Samsung Bluewings | 0 |  |               |               |                       |   |   |                     |                     |                     |                     |  |
|  |                    |                        |                    |                        |   |                 |               |                         | 0 |  |               |               |                       |   |   |                     |                     |                     |                     |  |
|  |                    |                        | 5                  | Pohang Steelers        | 1 |                 |               |                         |   |  |               |               |                       |   |   |                     |                     |                     |                     |  |
|  | 4                  | Gyeongnam FC           | 5                  | Pohang Steelers        | 1 | 1 (3)           |               |                         |   |  |               |               |                       |   |   |                     |                     |                     |                     |  |
|  | 4                  | Gyeongnam FC           |                    |                        |   |                 |               |                         |   |  |               |               |                       |   |   |                     |                     |                     |                     |  |
|  | 5                  | Pohang Steelers (p)    | 1 (4)              |                        |   |                 |               |                         |   |  |               |               |                       |   |   |                     |                     |                     |                     |  |
|  | 5                  | Pohang Steelers (p)    | 1 (4)              |                        | 5 | Pohang Steelers | 2             |                         |   |  |               |               |                       |   |   |                     |                     |                     |                     |  |
|  |                    |                        |                    |                        | 5 | Pohang Steelers | 2             |                         |   |  |               |               |                       |   |   |                     |                     |                     |                     |  |
|  |                    |                        | 3                  | Ulsan Hyundai Horang-i | 1 |                 |               |                         |   |  |               |               |                       |   |   |                     |                     |                     |                     |  |
|  | 3                  | Ulsan Hyundai Horang-i | 3                  | Ulsan Hyundai Horang-i | 1 | 2               |               |                         |   |  |               |               |                       |   |   |                     |                     |                     |                     |  |
|  | 3                  | Ulsan Hyundai Horang-i |                    |                        |   |                 |               |                         |   |  |               |               |                       |   |   |                     |                     |                     |                     |  |
|  | 6                  | Daejeon Citizen        | 0                  |                        |   |                 |               |                         |   |  |               |               |                       |   |   |                     |                     |                     |                     |  |
|  | 6                  | Daejeon Citizen        | 0                  |                        |   |                 |               |                         |   |  |               |               |                       |   |   |                     |                     |                     |                     |  |
|  |                    |                        |                    |                        |   |                 |               |                         |   |  |               |               |                       |   |   |                     |                     |                     |                     |  |

### Primera ronda
| 20 de octubre de 2007, 19:00 | Gyeongnam FC                                      | 1:1 (1:1; 0:0) (t. s.)(3:4 p.) | Pohang Steelers                                            | Estadio de Changwon, Changwon                              |                                                            |
|                              | Caboré 86'                                        | Reporte                        | K.J. Lee 68'                                               | Asistencia: 8.965 espectadores Árbitro(s): Lee Young-cheol | Asistencia: 8.965 espectadores Árbitro(s): Lee Young-cheol |
|                              |                                                   | Tiros desde el punto penal     |                                                            |                                                            |                                                            |
|                              | Y.S. Jung · S.K. Kim · Caboré · Santos · G.C. Kim |                                | Andrezinho · J.S. Hwang · J.W. Hwang · S.Y. Kim · G.D. Kim |                                                            |                                                            |

| 21 de octubre de 2007, 15:00 | Ulsan Hyundai Horang-i       | 2:0 (1:0) | Daejeon Citizen | Estadio de Fútbol Munsu, Ulsan                            |                                                           |
|                              | S.H. Lee 39' · D.H. Park 69' | Reporte   |                 | Asistencia: 23.836 espectadores Árbitro(s): Choi Kwang-bo | Asistencia: 23.836 espectadores Árbitro(s): Choi Kwang-bo |

### Segunda ronda
| 28 de octubre de 2007, 15:00 | Ulsan Hyundai Horang-i | 1:2 (0:1) | Pohang Steelers               | Estadio de Fútbol Munsu, Ulsan                          |                                                         |
|                              | S.Y. Woo 70'           | Reporte   | J.W. Hwang 34' · K.J. Lee 65' | Asistencia: 31.783 espectadores Árbitro(s): Felix Bruch | Asistencia: 31.783 espectadores Árbitro(s): Felix Bruch |

### Semifinales
| 31 de octubre de 2007, 19:30 | Suwon Samsung Bluewings | 0:1 (0:0) | Pohang Steelers | Estadio Mundialista, Suwon                                 |                                                            |
|                              |                         | Reporte   | W.J. Park 86'   | Asistencia: 33.824 espectadores Árbitro(s): Marcus Schmidt | Asistencia: 33.824 espectadores Árbitro(s): Marcus Schmidt |

### Final
| Ida; 4 de noviembre de 2007, 15:00 | Pohang Steelers                            | 3:1 (1:0) | Seongnam Ilhwa Chunma | Estadio Steel Yard, Pohang                                   |                                                              |
|                                    | W.J. Park 31' · K.G. Ko 73' · K.J. Lee 74' | Reporte   | H.Y. Jang 90+1'       | Asistencia: 20.875 espectadores Árbitro(s): Christian Fisher | Asistencia: 20.875 espectadores Árbitro(s): Christian Fisher |

| Vuelta; 11 de noviembre de 2007, 15:00 | Seongnam Ilhwa Chunma | 0:1 (0:1) | Pohang Steelers | Complejo Deportivo de Tancheon, Seongnam                   |                                                            |
|                                        |                       | Reporte   | Schwenck 43'    | Asistencia: 18.924 espectadores Árbitro(s): Peter Gagelman | Asistencia: 18.924 espectadores Árbitro(s): Peter Gagelman |

## Campeón
|                                    |
|                                    |
| Campeón Pohang Steelers 4.º título |